# Айше-султан (дочь Баязида II)
Айше́-султа́н (осман. عائشه سلطان‎; тур. Ayşe Sultan; ум. 1512, Стамбул) — дочь османского султана Баязида II.

## Биография
Айше-султан была дочерью султана Баязида II, но имя её матери неизвестно. Османист Энтони Олдерсон писал, что Айше-султан могла быть дочерью Бюльбюль-хатун и полнородной сестрой шехзаде Ахмета. Олдерсон также писал, что она могла быть полнородной сестрой шехзаде Коркута, матерью которого он называл Нигяр-хатун или Мюхюрназ-хатун.
Айше-султан вышла замуж за Гювейи Синан-пашу, в то время когда её отец был шехзаде и санджак-беем Амасьи. В 1501 году Синан-паша был назначен на должность бейлербея Анатолии и Айше-султан посещала вместе с мужем Кютахью, Гелиболу и Румелию. По версии турецкого историка Улучая в 1504 году Синан-паша умер, но у Олдерсона эта смерть датирована 1503 годом.
После смерти мужа Айше-султан переехала в Стамбул, где её отец, а затем единородный брат Селим I выплачивали ей мааш (жалование) и тахсисат (специальные ассигнования). Улучай писал, что Айше-султан построила мечеть в Эдирне, месджит (малую мечеть) и начальную школу в Гелиболу и собственный мавзолей в Стамбуле. В 1505 году Айше-султан основала вакф, в собственность которого она передала постройки, построенные на её средства.
Согласно османисту Олдерсону Айше-султан скончалась в 1512 году, но Улучай не указывает конкретную дату смерти. Она была похоронена в собственном мавзолее.

## Дети
У Айше-султан и Гювейи Синана-паши были дети:
- сын Ахмед-бей — санджак-бей Визе;
- сын Мустафа-бей;
- дочь Айше Ханым-султан, вышла замуж за Дукакинзаде Ахмеда-бея, санджак-бея Анкары[2];
- дочь Гевхершах Ханым-султан, вышла замуж за Омер-бея[4];
- дочь Камершах Ханым-султан, вышла замуж за Али-бея[4];
- дочь Михримах Ханым-султан[3];